# 孟琰
孟 琰（もう えん、生没年不詳）は、中国三国時代の武将。字は休明。水経注及び華陽国志には名を孟琰と記しているが、太平御覧には孟玉としている。益州朱提郡の人で、蜀漢に仕えた。

## 生涯
建興3年（225年）、諸葛亮は益州南部で起きた反乱を平定するために南征軍を起こし、南中の反乱を平定した。この際に諸葛亮は現地の才能や徳にすぐれているものを抜擢し、孟琰は孟獲や爨習と共に蜀漢に取り立てられた。
その後孟琰は虎歩監に任じられ、五丈原の戦いに参戦。先遣隊として武功水（渭水の支流）の東岸を占拠した。これを見た魏の司馬懿は、孟琰の占拠二十日目に渭水の増水に合わせて万の騎兵を繰り出し、孟琰の陣営を攻撃した。諸葛亮は川越しに矢を射かけて孟琰を援護し、また同時に竹橋（太平御覧では車橋）を作って孟琰を救援しようとした。魏は橋の完成までに孟琰の陣営を落とすことが出来ず、橋が完成しかかっているのを見て軍を撤退した。これにより蜀は武功水東岸の占拠に成功している。
孟琰はのちに輔漢将軍まで昇進した。